# Valentine Strudwick
Valentine Joseph Strudwick (14 tháng 2 năm 1900 – 14 tháng 1 năm 1916), còn được gọi Joe Strudwick hoặc Valentine Joe Strudwick, là một binh sĩ người Anh hy sinh trong Thế chiến I. Cậu nhập ngũ khi chỉ mới 14 tuổi và là một trong những binh sĩ trẻ nhất hy sinh trong chiến tranh khi mới 15 tuổi.

## Tiểu sử
Strudwick sinh ra ở Dorking vào dịp lễ tình nhân năm 1900, mẹ là thợ giặt Louisa Strudwick và cha là người làm vườn Jesse Strudwick, tên của cậu được đặt theo ngày lễ này. Cậu sống với bố mẹ và năm anh chị em ở đường Orchard. Theo cha của Strudwick, cậu theo học tại Trường Thánh Paul, nhưng bỏ học năm 13 tuổi rồi làm việc tại một nhà máy bia ở Croydon.

### Phục vụ quân đội
Vào tháng 1 năm 1915, ở tuổi 14, Strudwick nhập ngũ vào lục quân phục vụ trong Thế chiến I, nói dối mình 18 tuổi. Cha của Strudwick cho biết cậu đã đi bộ từ nhà đến Luân Đôn để nhập ngũ nhưng ban đầu bị từ chối. Sau đó cậu quay lại và được chấp nhận. Trải qua sáu tuần huấn luyện, cậu được cử đến Mặt trận phía Tây, đổ bộ ở Pháp vào ngày 12 tháng 8 năm 1915 với tư cách là một lính súng trường trong Tiểu đoàn, Lữ đoàn súng trường số 8. Ngay sau khi đến nơi, hai người đồng đội của cậu tử trận trong khi Strudwick bị nhiễm khí độc. Cậu bình phục ở Sheerness trong ba tháng trước khi trở lại chiến đấu. Vào ngày 14 tháng 1 năm 1916, một tháng trước ngày sinh nhật lần thứ 16 của mình, Strudwick tử trận do một quả đạn pháo gần Boezinge. Cậu được an táng tại Nghĩa trang Nông trại Essex.

## Tưởng niệm
Năm 1938, tờ Ottawa Citizen cho rằng Strudwick là binh sĩ Anh trẻ nhất tử trận trong Thế chiến I. Tuyên bố này thường được nhắc lại, nhưng nhiều binh sĩ tử trận trẻ hơn đã được các nhà sử học xác minh, ví dụ như Aubrey Hudson và Robert Barnett, cả hai đều tử trận ở tuổi 15.
Phần mộ của Strudwick tại Nghĩa trang Nông trại Essex thường được các đoàn trường học người Anh đến viếng khi tham quan Ypres Salient, họ để lại những bông hoa anh túc tưởng niệm và những cây thánh giá bằng gỗ của Royal British Legion để tưởng nhớ cậu. Strudwick còn được tưởng nhớ tại đài tưởng niệm chiến tranh Dorking và tại Nhà thờ Thánh Paul, gần Trường Thánh Paul, nơi học sinh được học về cậu trong kỷ niệm 100 năm Thế chiến I.
Cuốn sách Valentine Joe của Rebecca Stevens, xuất bản năm 2014, được viết dựa trên cuộc đời của Strudwick và dành cho độc giả thanh thiếu niên.